# Journaled File System
JFS (ang. Journaled File System) – 64-bitowy system plików z księgowaniem, opracowany przez firmę IBM. W systemie HP-UX pod tą nazwą występował VxFS licencjonowany od firmy Veritas Software.

## Historia
IBM wprowadził JFS (aktualnie nazywany JFS1) do systemu AIX 3.1. Był on głównym systemem plików dla AIX-a przez ponad 10 lat. W 1995 roku rozpoczęto pracę nad ulepszeniem JFS1 aby był bardziej skalowalny i pracował na komputerach mających ponad 10 procesorów, jak również aby był bardziej przenośny.
Nowy JFS został wprowadzony do systemu OS/2 Warp Server for eBusiness (kwiecień 1999), jak i do OS/2 Warp Client (październik 2000). W grudniu 1999 zrobiono kopię kodów źródłowych JFS-a z systemu OS/2 i rozpoczęto prace nad portowaniem ich na GNU/Linuksa.
Równolegle część grupy programistów JFS-a w 1997 roku rozpoczęła przenoszenie nowego JFS-a do AIX-a. W maju 2001 do systemu AIX 5L wprowadzono obsługę drugiej wersji JFS-a nazywanego Enhanced Journaled File System (JFS2).